# Le Mystificateur
Pour plus de détails, voir Fiche technique et Distribution.
Le Mystificateur (titre original : Shattered Glass) est un film américain réalisé par Billy Ray, sorti en 2003.

## Synopsis
L'histoire vraie de Stephen Glass. Ce journaliste-reporter américain de 25 ans, qui a contribué au succès des magazines Rolling Stone et The New Republic de 1995 à 1998, défraya la chronique, lorsqu'on découvrit que 27 articles, sur les 41 qu'il avait écrits, étaient basés sur des faits qui n'avaient pas eu lieu et que ses sources avaient été pour la plupart du temps inventées.

## Fiche technique
- Titre français : Le Mystificateur
- Titre original : Shattered Glass
- Réalisation : Billy Ray
- Scénario : Billy Ray d'après l'article de Buzz Bissinger
- Photographie : Mandy Walker
- Montage : Jeffrey Ford
- Musique : Mychael Danna
- Costumes : Renée April
- Producteurs : Tove Christensen, Marc Butan, Gaye Hirsch, Adam Merims et Craig Baumga
- Genre : drame, historique et biopic
- Dates de sortie :
  -  États-Unis : 31 octobre 2003 (première le 30 août 2003 au festival du film de Telluride)
  -  France : 2 décembre 2005 (sortie directement en vidéo)

## Distribution
- Hayden Christensen (VF : Alexis Tomassian) : Stephen Glass
- Peter Sarsgaard (VF : Alexandre Gillet) : Charles Lane (Chuck), le second rédacteur en chef de TNR
- Hank Azaria (VF : Gabriel Le Doze) : Michael Kelly
- Chloë Sevigny (VF : Laurence Bréheret) : Caitlin Avey
- Steve Zahn (VF : Emmanuel Karsen) : Adam Penenberg
- Rosario Dawson (VF : Hélène Chanson) : Andy Fox
- Melanie Lynskey : Amy Brand
- Mark Blum : Lewis Estridge
- Luke Kirby : Rob Gruen
- Caz Anvar (VF : Arnaud Arbessier) : Kambiz Foroohar
- Linda Smith (VF : Dominique Dumont) : Gloria
- Ted Kotcheff (VF : Jean-Pierre Moulin) : Marty Peretz
- Owen Roth : Ian Restil
- Bill Rowat : George Sims
- Michele Scarabelli : Mère de Ian
- Terry Simpson : Joe Hiert
- Howard Rosenstein  : Costard #1
- Louis-Philippe Dandenault : Michael
- Morgan Kelly : Joe
- Christian Tessier : Cade
- James Berlingieri : Jason
- Brett Watson : Seth
- Andrew Airlie : Alec Shumpert
- Russell Yuen : Emmit Rich
- Pierre LeBlanc : Marchande de Monica #1
- Pauline Little : Marchande de Monica #2
- Kim Taschereau : Grosse femme
- Phillip Cole : Agent de sécurité
- Mark Camacho : Avocat de Glass
- Ian Blouin : Fils de Chuck
- Lynne Adams : Collègue de Kelly
- Caroline Goodall (VF : Catherine Privat) : Mrs. Duke
- Brittany Drisdelle : Megan
- Isabelle Champeau : Journaliste
- Seán Cullen : Avocat du magazine
- Jeffrey Ford : Agent de sécurité (voix)

## Sortie et accueil
Le film est présenté pour la première fois au Festival international du film de Toronto le 10 août 2003. Après avoir été projeté dans plusieurs festivals, il est distribué en sortie limitée sur huit écrans à New York et Los Angeles, rapportant 77 540 $ pour son premier week-end d'exploitation. Le long-métrage connaît une hausse de salles mais n'est jamais distribué dans plus de 215 écrans sur le territoire américain et finit son exploitation avec 2 220 008 $ de recettes, ne lui permettant pas de rembourser son coût de production de 6 millions $. À l'international, il ne fait guère mieux car les recettes atteignent entre 724 744 $ et 1 248 627 $ selon les sources,, portant le cumul mondial entre 2 944 752 $ et plus de 3 400 000 $,.
En dépit de son échec commercial, Le Mystificateur est largement acclamé par la critique, obtenant un taux d'approbation de 92 % sur le site Rotten Tomatoes, pour 166 critiques collectées et une moyenne de 7,3⁄10, tandis que le site Metacritic lui attribue un score de 73⁄100, pour 38 critiques collectées. La critique ont émis des éloges pour les performances de Christensen et de Sarsgaard. La prestation de Sarsgaard dans le rôle de Charles Lane a été saluée par plusieurs critiques, ce qui lui a permis d'obtenir plusieurs prix, ainsi qu'une nomination au Golden Globe du meilleur acteur dans un second rôle.